# آل عواجة (الزاهر)

تعديل مصدري - تعديل

آل عواجة هي إحدى قرى عزلة الزاهر بمديرية الزاهر التابعة لمحافظة البيضاء، بلغ تعداد سكانها 109 نسمة حسب تعداد اليمن لعام 2004.